# コンテスト (アマチュア無線)
アマチュア無線におけるコンテスト（英語：contesting）とは、規定の時間内により多くの局と交信することで得点を競い合う競技である。
ARDFやフォックスハンティングと並び、ラジオスポーツ（Radiosport、無線競技）の一種とされる。

## 概要
各国のアマチュア無線団体のほか、アマチュア無線クラブやアマチュア無線関係の出版社などが主催して実施される。コンテストの上位入賞を目標とするアマチュア無線家も多い。
そのルールはそれぞれのコンテストによって大幅に異なるが、以下に多くのコンテストで共通するルールを示す。
- CQ呼出しは電話は「CQ コンテスト」、電信は「CQ TEST」を用いる。比較的規模の小さいコンテストではCQの後にコンテストの略称を付けることを推奨、あるいは義務とする場合もある。
- RSTコードとともにコンテストナンバーと呼ばれる英数字を交換する。コンテストナンバーはコンテストごとに特色があるが、運用場所や空中線電力などを記号化したものが用いられる。
- 移動運用や特定の周波数帯（ハムバンド）での交信は得点が高くなる場合もある。
- 多くの場合コンテストナンバーがマルチプライヤーとなり、交信した局数×マルチプライヤーを総得点とする。
- 同一コンテスト中においては同一局との交信は同一のバンドで1回限りしか得点として認められない。
- 時間は国内を対象とするものは24時間、国際的なものは48時間が多い。
  - 一日の間の電波伝搬の変化をみるためでもある。短いものでは3時間程度、長いものには1ヶ月に及ぶもの（マラソンコンテストと呼ばれる。）まである。
- 交信記録（ログ）の主催者への提出をもって参加となる。
  - 電子媒体やインターネットの普及に伴い、紙による提出にかえて電子提出が普及しつつある。日本アマチュア無線連盟(JARL)主催コンテストでは、2014年（平成26年）より原則として電子提出とし、紙提出は印刷ではない手書きのみの受け付けとなっている。
- 得点として計上した重複交信(DUPE)や相手コールサインの取り間違い(ミスコピー)が規定の比率を越えると減点や失格の対象となる。

- 禁止事項
  - コンテスト用周波数からの逸脱
    - コンテストに参加しない局にも配慮するため

  - レピーター（中継局）による交信
    - レピータを使用するコンテストも存在するが、多くのコンテストでは禁止される。

  - クロスバンド(送信周波数と受信周波数の異なる)交信
  - 運用場所の変更
    - コンテストナンバーに変化のない範囲での移動は認められる場合がある。また、変更を禁じないコンテストもある。

戦略
時間内にできる限り多くの無線局と交信するために、コンテストナンバーとコールサイン以外の要素はできる限り省略するなど高効率化が求められる。
そのほか高得点を得るためには、
- 運用するバンドをできるだけ多くする。
- 電波の飛び易い場所に移動する。
- 録音・再生機能があるマイクや電鍵を用いる（体力の消耗を防ぐ為、必要以上に喋ったり打鍵しない。）。
- 未交信の地域を狙ってアンテナを向ける。
- 社団局の場合は連続して運用できるよう交代要員を配置する（マルチオペレーションという。）。

などの方法が挙げられる。
審査
ほぼ全てのコンテストで、程度の差こそあれログの審査を行う。
- 電子提出により、「交信者双方のログの内容が一致した場合に得点を与える」というコンテストも出現した。

コンテストによっては入賞した無線局に対しコンテスト中の録音データや生のログデータ(提出用に体裁を整える前のログデータ)を求める場合もある。
その他
入賞した場合、表彰状や副賞が送られる場合もある。また、コンテストに協賛する個人や団体からの寄付により表彰種目を設ける「コンテストドナー制度」も設けるコンテストもある。
JARLでは2002年（平成14年）より実施してきたが、2012年度（平成24年度）で廃止され、新たに参加局からの申請または参加局への贈呈を申請できる「コンテスト参加記念楯制度」を設けた。

## 主なコンテスト

### 日本国内対象のコンテスト
| コンテスト名称           | 開催日時                                | 使用周波数        | 特徴                                        |
| ------------------------ | --------------------------------------- | ----------------- | ------------------------------------------- |
| ALL JAコンテスト         | 4月最終日曜日の前日21時～最終日曜日21時 | 1.9MHz帯～50MHz帯 | 周波数が限定的で比較的参加しやすい          |
| 6m AND DOWNコンテスト    | 7月の第一土曜日21時～翌日15時           | 50MHz帯以上       | 時期的にVHF以上で発生する異常伝搬が頻発する |
| フィールドデーコンテスト | 8月の第一土曜日21時～翌日15時           | 1.9MHz帯以上      | 移動運用を推奨するコンテスト                |
| 全市全郡コンテスト       | 10月第二月曜日の前々日21時～前日21時    | 1.9MHz帯以上      | マルチプライヤーが市郡区レベルである        |

上記の4つは参加者数が多く、JARL四大コンテストとも呼ばれる。
このほか、JARLの地方本部・支部や各アマチュア無線クラブ等がそれぞれ特徴的なコンテストを主催している。

### 全世界規模のコンテスト
| コンテスト名称                 | 特徴                                                                 |
| ------------------------------ | -------------------------------------------------------------------- |
| ALL ASIAN DXコンテスト         | アジアの局は全世界と、アジア以外の局はアジアの局との交信が得点となる |
| CQ World Wide DX Contest       | 無線のコンテストとして世界一を自称している                           |
| CQ World Wide WPX Contest      | コールサインのプリフィックスがマルチプライヤーとなる                 |
| IARU HF Championship Contest   | 各国に本部局が設置される                                             |
| Japan International DX Contest | 日本の局は全世界と、日本以外の局は日本の局との交信が得点となる       |

このほか、各国のアマチュア無線連盟やアマチュア無線クラブがそれぞれ特徴的なコンテストを主催している。

## コンテストに類する行事
得点を競うものではないが、コンテストと類似する内容の交信が行われる行事として、
QSOパーティー　1月2日～7日実施、略称NYP、ニューイヤーパーティー
- 異なる20局以上と交信するとその年の干支がデザインされたステッカーが発行され、十二支全てを集めた者には記念盾が授与（有償）される。この時期には多くの局が参加するので、声の年始挨拶ともいわれる。1973年まではコンテストであった[1]。

デジタルQSOパーティー　6月第1土曜日～第2土曜日の翌日曜実施（2010年まで）
- デジタル変調方式による交信に限られていた。2006年までは、テレコムQSOパーティーと呼ばれ変調方式を問わなかった。経過措置としてテレコムQSOパーティー部門が併設されていた。

その他、非常通信訓練もコンテストと同様にレポートを交換し、ログを提出する形で行われることがある。